# SP Lasta
SP Lasta (en serbe cyrillique : СП Ласта ; code BELEX : LSTA) ou Lasta Beograd est une entreprise de transport serbe qui a son siège à Belgrade, la capitale de la Serbie. Elle entre dans la composition du BELEXline, l'un des indices principaux de la Bourse de Belgrade. 
SP est un sigle pour Saobraćajno Preduzeće (саобраћајно предузеће), « compagnie de transport ». Lasta est la plus grande compagnie d'autocars de Serbie ; elle a passé des accords commerciaux avec la société Eurolines. 

## Histoire
La société Lasta a été créée en février 1947, à l'initiative de la république socialiste de Serbie et elle a commencé ses activités le 1er avril 1947 ; elle employait alors 80 personnes et son premier arrêt d'autocars se trouvait à côté de l'église Saint-Marc ; son parc d'autobus était constitué d'autobus et de camions pris pendant la Seconde Guerre mondiale, dont un bus Mercedes qui avait servi de centre opérationnel à Rommel en Afrique du Nord. En 1957, la société comptait 570 employés, gérait 49 lignes à l'aide de 75 bus et transportait près de 2 millions de voyageurs ; en 1959, son activité se diversifia avec l'intégration dans l'entreprise du Bureau touristique de Belgrade. Les années 1970 et 1980 furent marquées par un développement des activités de Lastva, ralenties au moment des Guerres de Yougoslavie au début des années 1990 à cause des sanctions économiques prises par l'ONU à l'encontre de la Serbie. L'activité reprit après la levée des sanctions et, en 1997, Lasta devint membre du système Eurolines.
En 2000, Lasta a été transformée en société par actions et les années suivantes ont été marquées par une réorganisation complète de l'entreprise et par une rénovation importante de son parc de véhicules. Lasta Beograd a été admise au marché non régulé de la Bourse de Belgrade le 23 août 2007.

## Activités

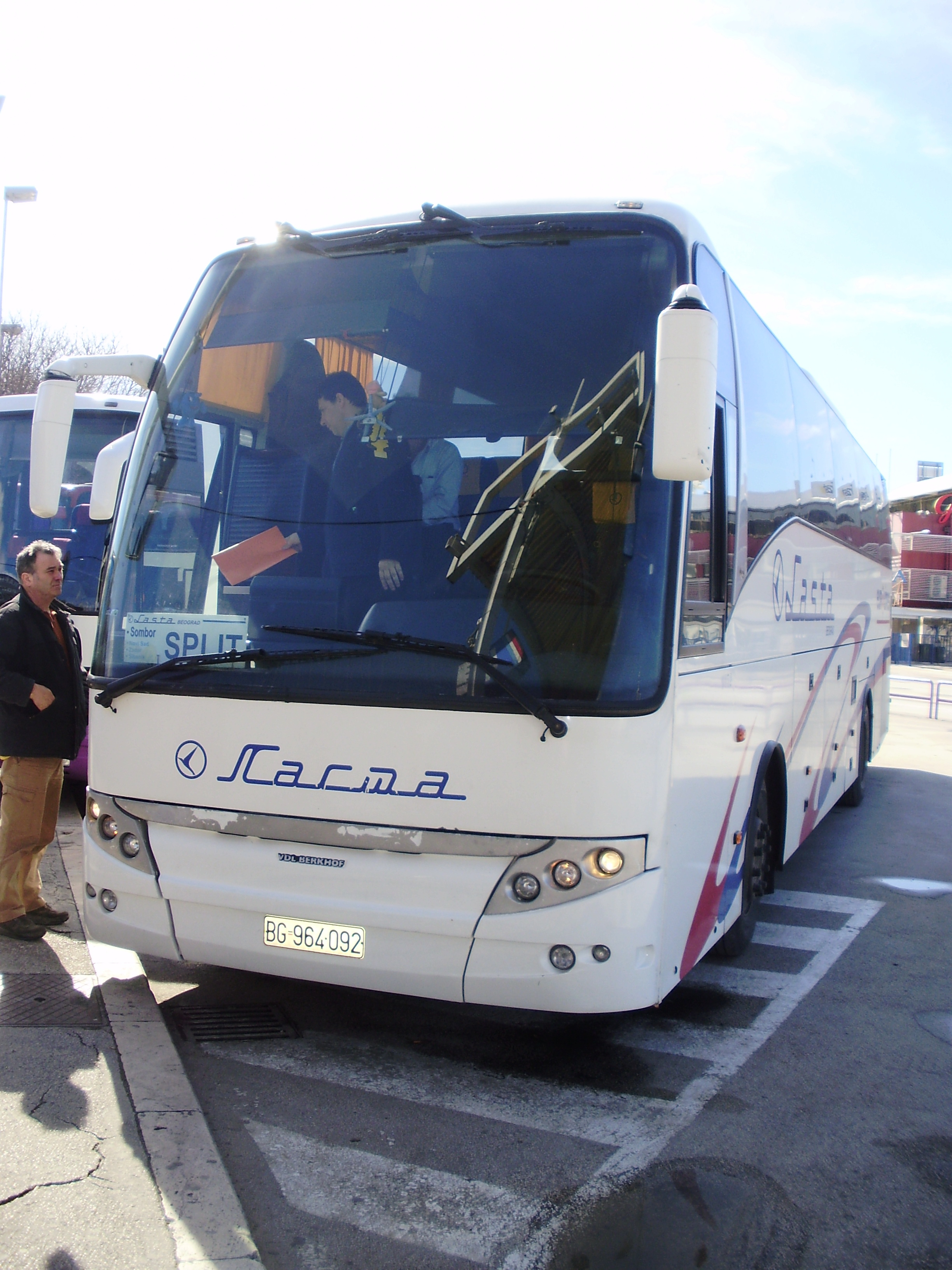
Un autocar Lasta à Split

Sur le plan international, Lasta Beograd gère 70 lignes d'autocars en direction de l'Italie, de la Suisse, de la Belgique, de la France, de l'Allemagne, de l'Autriche, des Pays-Bas, de la République tchèque, de la Slovaquie, du Danemark, de la Suède, de la Slovénie, de la Croatie, de la Bosnie-Herzégovine, du Monténégro et de la Macédoine. À titre d'exemple, deux départs par jour depuis Belgrade sont proposés à destination de Paris.

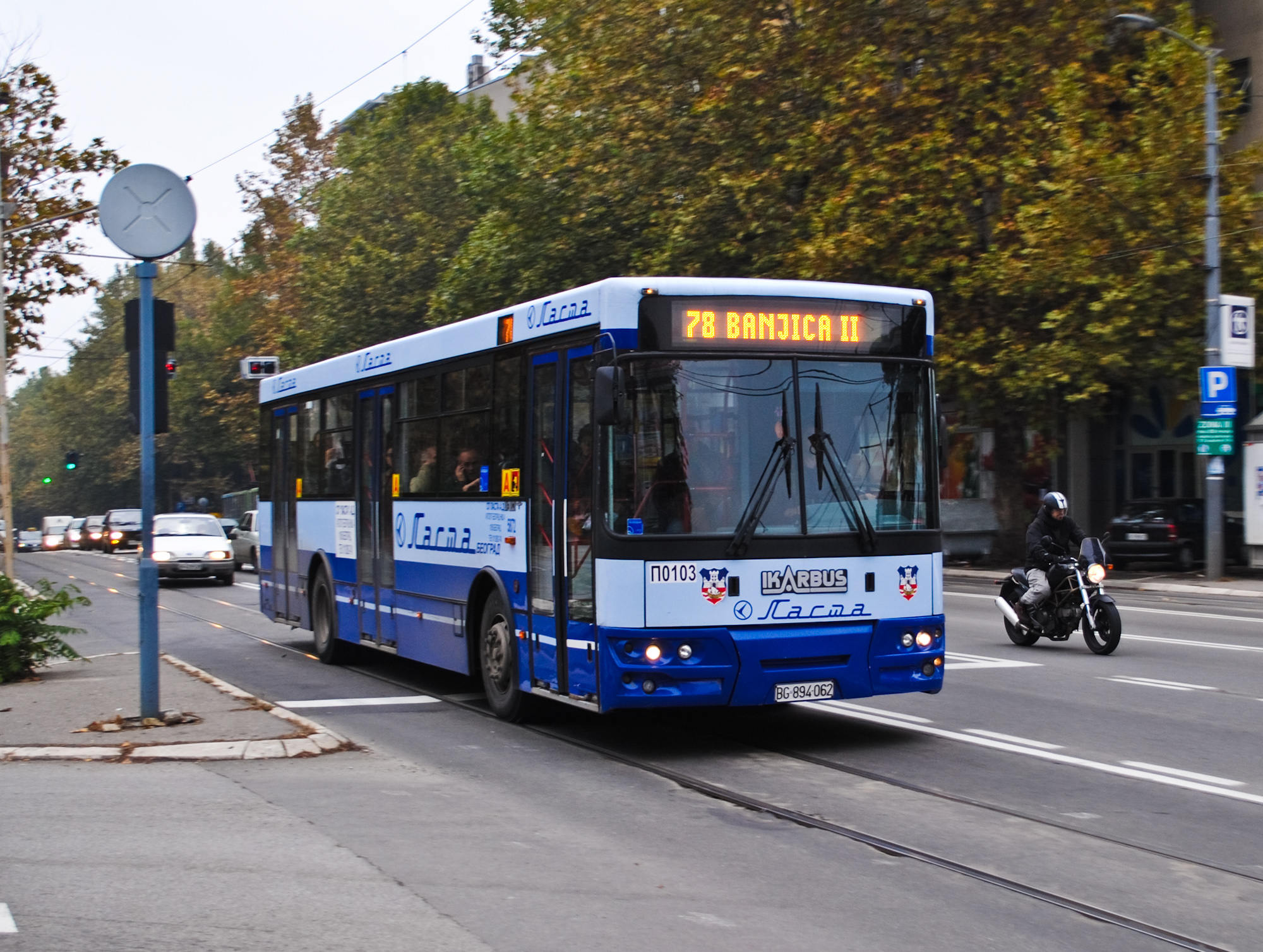
Un bus urbain Lasta à Belgrade

À l'échelon national, la société couvre la quasi-totalité du pays : PO Lasta Beograd gère 30 lignes avec 62 départs par jour et 21 665 km parcourus ; PO Lasta Smederevo gère 23 lignes, avec 66 départs par jour et 4 600 km parcourus. PO Lasta Smederevska Palanka transporte des voyageurs sur 39 lignes, avec 84 départs quotidiens et 3 820,10 km parcourus ; Lasta Smederevska Palanka travaille en collaboration avec RJ Kragujevac qui, de son côté, prose 3 lignes nationales, avec 7 départs et 1 376 km. PO Lasta Mladenovac, en collaboration avec RJ Aranđelovac représente 11 lignes quotidiennes, 36 départs et 1 301,20 km, PO Lasta Valjevo 16 lignes, 36 départs et 5 421 km et PO Lasta – Srem travaille en collaboration avec RJ Stara Pazova, RJ Inđija et RJ Titel. Lasta Beograd gère également un réseau local, notamment à Belgrade, avec des bus urbains et des cars de banlieue,.
Avec le temps, la société a diversifié son offre, notamment dans le secteur du tourisme et de l'hôtellerie, avec l'organisation d'excursions et de voyages à forfaits ; dans ce domaine, elle opère à travers l'agence Lasta Travel & Tourism,.

## Données boursières
Le 29 mars 2013, l'action de Lasta Beograd valait 267 RSD (2,39 EUR). Elle a connu son cours le plus élevé, soit 4 752 RSD (42,60 EUR), le 3 septembre 2007 et son cours le plus bas, soit 190 RSD (1,70 EUR), le 7 août 2012.
Le capital de SP Lasta Beograd est détenu à hauteur de 65,35 % par des entités juridiques, dont 44,62 % par Akcionarski fond Beograd et 10,93 % par l'État serbe ; les personnes physiques en détiennent 34,64 %.